# Wálter Centeno
Wálter Centeno Corea (Palmar Sur, 6. listopada 1974.) kostarikanski nogometni trener i umirovljeni nogometaš, koji trenutno trenira Municipal Greciu, a prije toga je bio trener Puntarenasa.
Wálter Centeno igrao je na dva Svjetska nogometna prvenstva: 2002. i 2006. Rekorder je po broju nastupa za reprezentaciju Kostarike. Nastupio je 135 puta i dao 24 gola kao vezni igrač. Nalazi se na 6. mjestu najboljih strijelaca reprezentacije.
Na klupskoj razini, najviše je igrao za CD Saprissu. Dvije godine bio je i na posudbi u kostarikanskom klubu Belenu, a igrao je i za grčki AEK jednu sezonu. 
Proglašen je najboljim igračem kostarikanske lige u sezoni 2003./'04., nakon što je predvodio Saprissu u osvajanju naslova. S klubom je osvojio 10 nacionalnih prvenstava i jednom CONCACAF Ligu prvaka, ukupnom pobjedom 3-2 nad meksičkim UNAM Pumasom u finalu. S klubom je postigao 3. mjesto na FIFA Svjetskom klupskom prvenstvu 2005. iza São Paula i Liverpoola. Bio je zapažen njegov nastup na ovom turniru. CD Saprissa jedini je klub iz CONCACAF-a koji je sudjelovao u FIFA Svjetskom klupskom prvenstvu do sada.